# Pendelstab

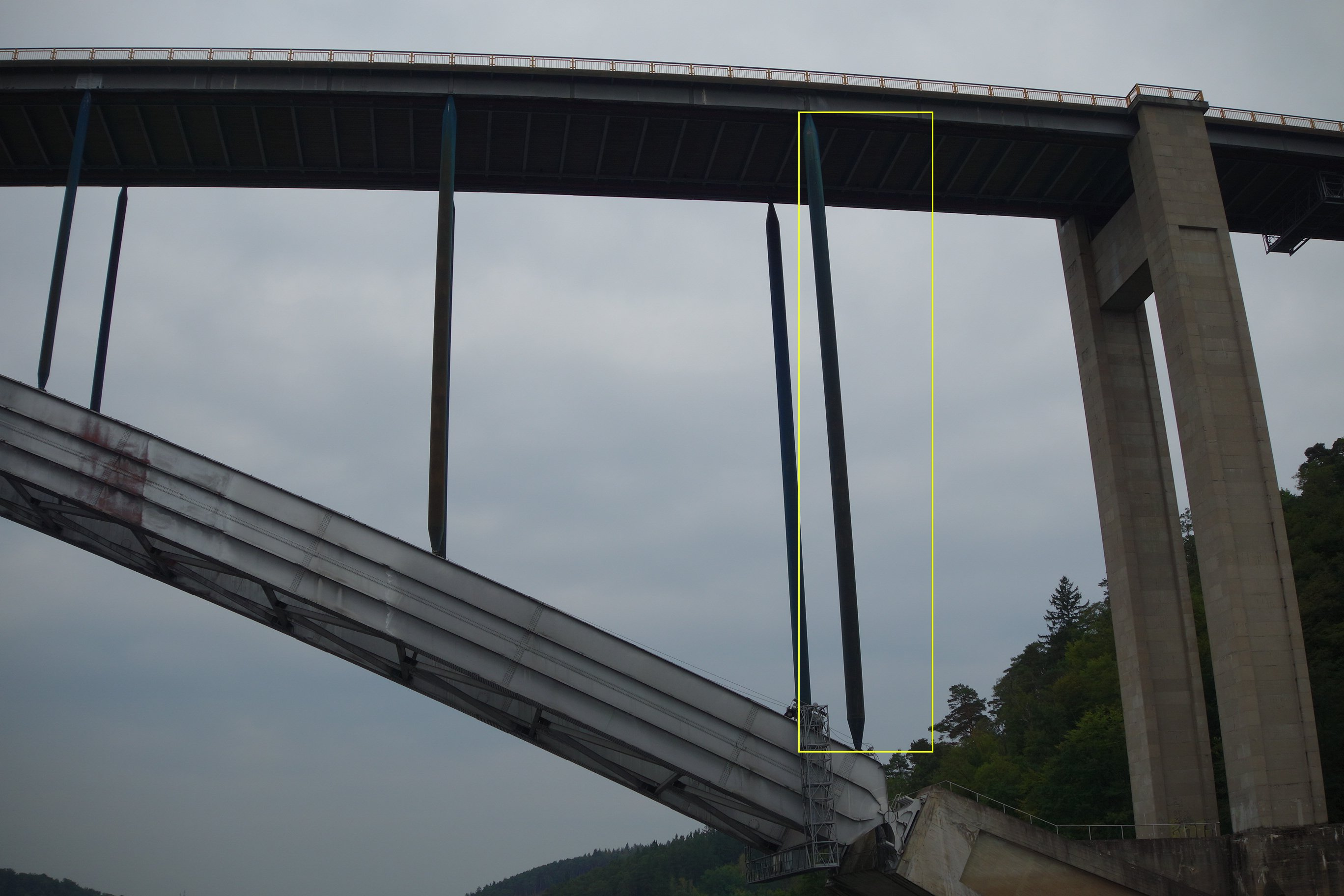
Druckbeanspruchte Pendelstützen an einer Brücke

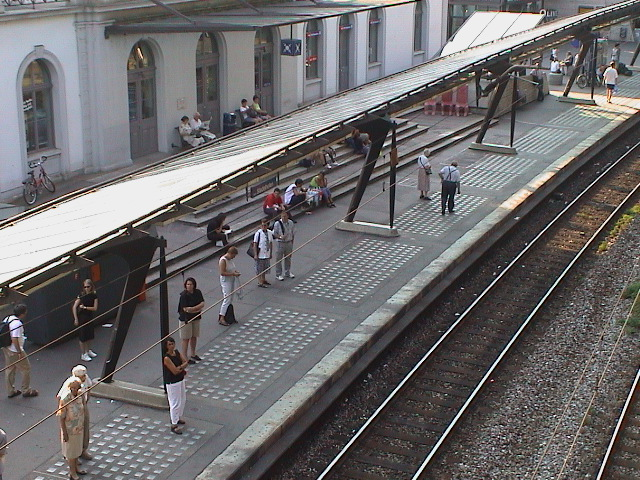
Druckbeanspruchte Pendelstützen am Bahnhof Zürich Stadelhofen.
Stützen, die sich (der Belastung angepasst) zu den Enden hin verschlanken, sparen Material und werden auch als architektonisches Stilelement eingesetzt. (Architekt: Santiago Calatrava)

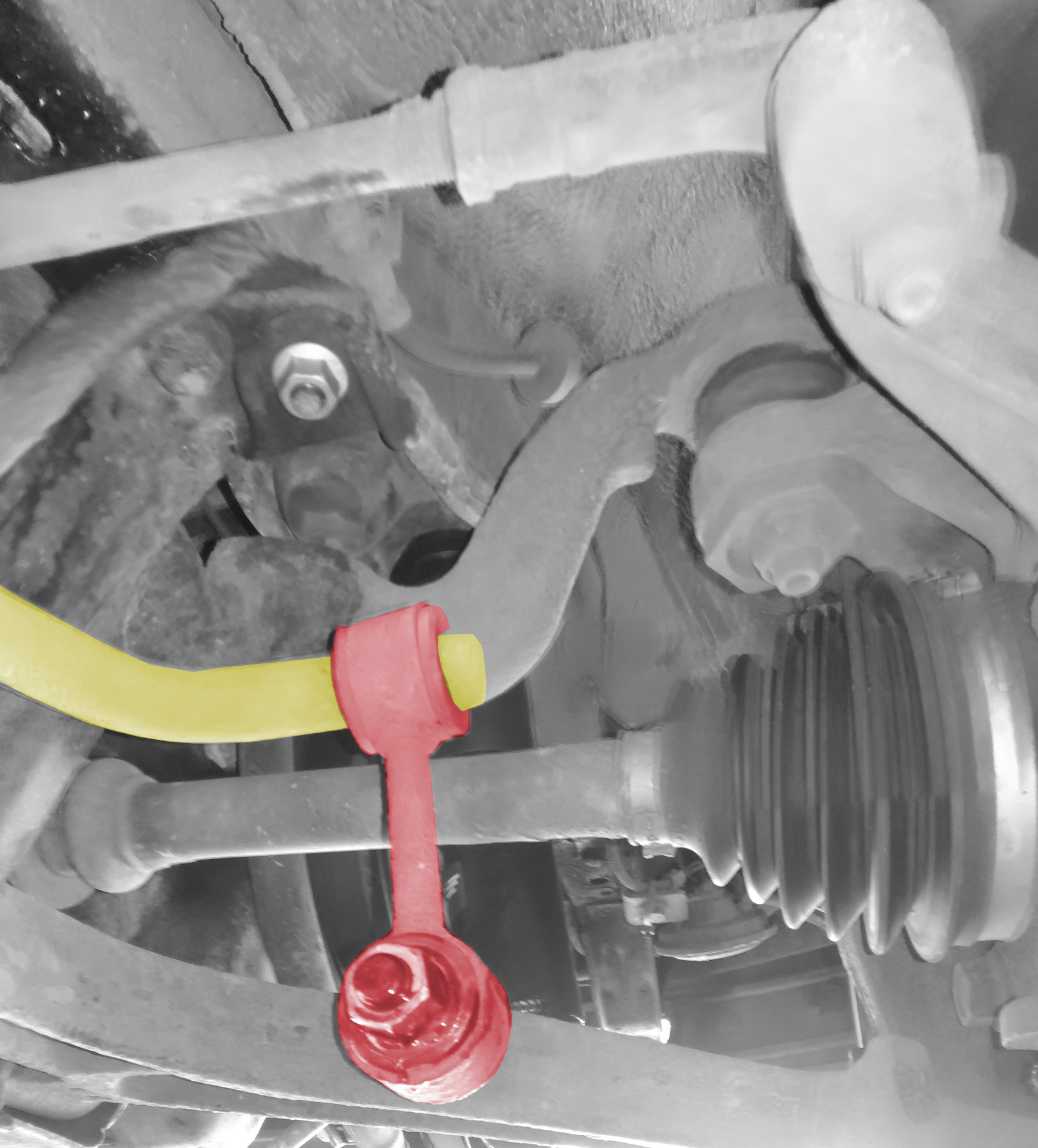
Stabilisator
Pendelstütze

Ein Pendelstab oder eine Pendelstütze ist ein gerader Stab, der an beiden Enden gelenkig gelagert ist.
An den Stabenden sind Gelenke, an denen keine Drehmomente übertragen werden können. Bei zu großer Druckkraft versagt eine Pendelstütze durch Biege-Knicken.

## Druck- bzw. Zugbeanspruchung
Als Druckstab wird ein Pendelstab in einem Tragwerk planmäßig auf Druck beansprucht und ist gegen Versagen durch Knicken (Eulerfall 2) ausgelegt. Beim Knicken kann der Stab schlagartig versagen, ohne dass es sich durch Verformungen ankündigt.
Als Zugstab wird ein Pendelstab in einem Tragwerk planmäßig nur auf Zug beansprucht. Anstelle eines Zugstabes kann auch ein (Stahl-)Seil verwendet werden.

## Anwendungen
Im  Bauwesen können vertikale Balken, Säulen, Stützen, Ständer und Pfosten ebenfalls in ihrer Längsrichtung druckbeansprucht sein. Als Pendelstäbe oder -stützen werden sie nur bei beidseitig gelenkigem Anschluss bezeichnet, sofern keine äußeren Lasten angreifen.
Zur Vereinfachung der Berechnung werden Fachwerke in der Theorie als aus Pendelstäben bestehend betrachtet; in der Praxis werden ihre Knoten jedoch nur selten als vollwertige Gelenke ausgeführt.
In der Fahrwerkstechnik wird die Verbindung des Stabilisators mit einem Lenker oder dem Radträger als Pendelstütze bezeichnet.